# Деркульський (заказник іхтіологічний)
Деркульський — іхтіологічний заказник, найсхідніша природно-заповідна територія України, охоплює нижню й середню ділянку течії річки Деркул.

## Розташування, фізичні параметри
Заказник розташований в межах Станично-Луганського району Луганської області.
Має стрічковий тип території — уздовж русла Деркулу. Охоплює саму річку і призаплавну смугу суходолу з правого (українського) берега.
Особливістю заказника є його межове положення — лівий берег річки є територією іншої держави, і кордон проходить по фарватеру Деркулу. Тому заповідний режим може бути забезпечений тільки з одного берега.

## історія створення
Заказник "Деркульський" оголошено рішенням виконкому Луганської обласної ради народних депутатів № 92 від 24 березня 1992 року .

## Охорона
Як об'єкт ПЗФ місцевого значення, не має охоронної служби. Попри це, певний рівень охорони забезпечується прикордонним режимом території розташування заказника.

## іхтіофауна

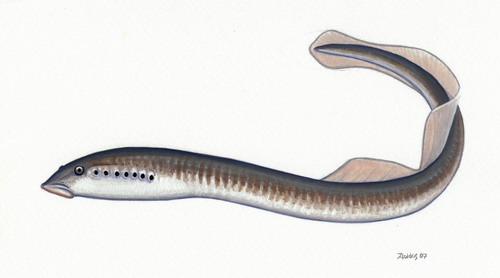
Мінога українська

Риби - основний об'єкт охорони в Деркульському заказнику відповідно до цільового призначення цього об'єкту ПЗФ (іхтіологічний заказник).

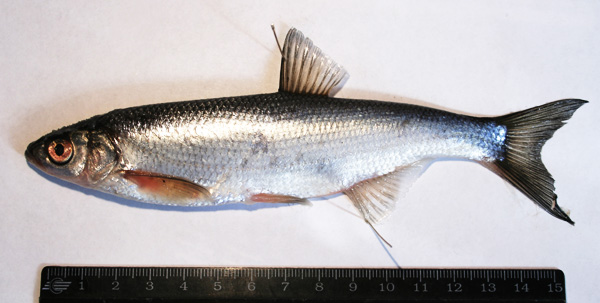
Селява азовська з річки Деркул

Тут зареєстровані такі рідкісні види риб, як мінога українська, селява азовська, ялець Данилевського, минь річковий.
Звичайними видами ділянок з течією є головень, окунь річковий, бичок піщаний та інші.
Рибами, характерними для заток, є карась сріблястий, лин, щипавка танайська.

## інші групи тварин
Для Придеркулля характерні такі групи тварин:

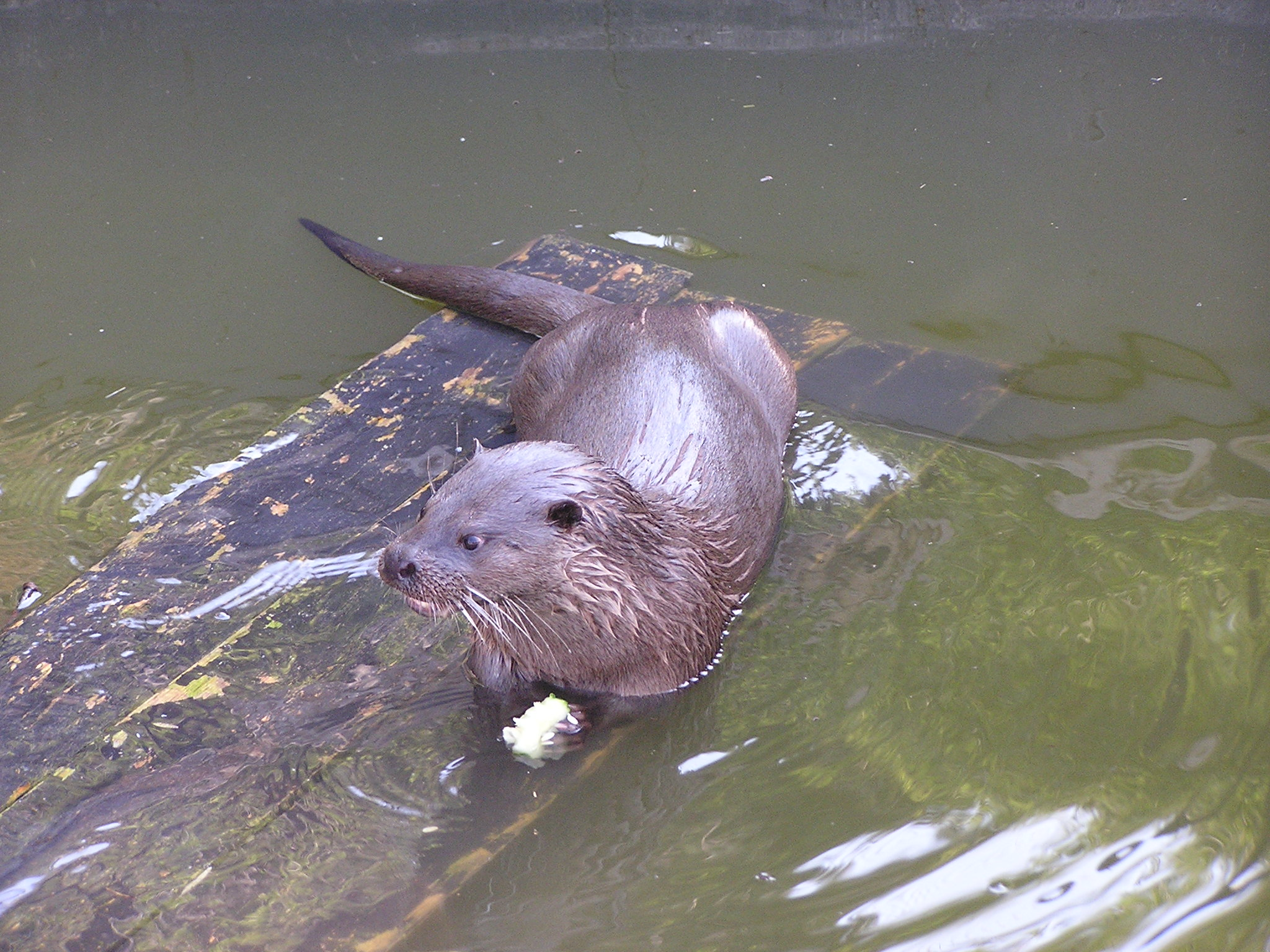
Видра річкова

- Ссавці. Із власне гідрофільних видів тут мешкають: видра річкова, візон річковий, щур водяний, ондатра, рясоніжка велика, нічниця водяна. Із мешканців прибережних біотопів тут є полівка лучна, нориця руда, мишак жовтогрудий, білозубка мала, мідиця мала, вечірниця дозірна, нетопир пігмей.

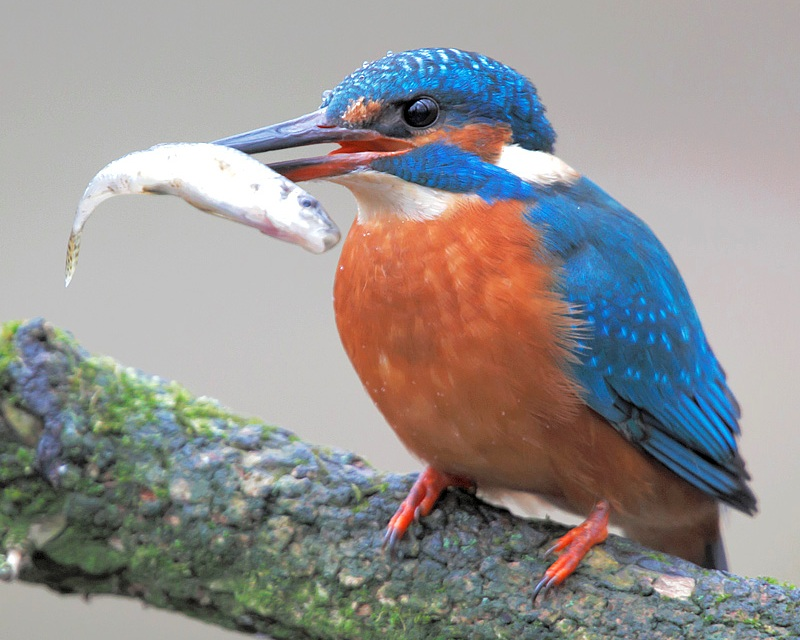
Рибалочка блакитний

- Птахи. Одна з найрізноманітніших груп. Із коловодних птахів тут звичайні рибалочка блакитний, чапля сіра, курочка водяна, плиска біла. У прибережних біотопах звичайні синиця велика, зяблик, соловейко східний, одуд та інші.